# Leibniz-Gymnasium (Neustadt an der Weinstraße)
Das Leibniz-Gymnasium ist eine Regelschule im pfälzischen Neustadt an der Weinstraße. Als Gymnasium im Land Rheinland-Pfalz führt es in achteinhalb Jahren (Klassen 5 bis 13) zum Abitur oder in sechs (5 bis 10) zur Mittleren Reife.
Das Leibniz-Gymnasium hat im Schuljahr 2024/25 etwa 940 Schülerinnen und Schüler; das Kollegium besteht aus 80 Lehrkräften und 5 Referendarinnen bzw. Referendaren.

## Geographische Lage
Das Leibniz-Gymnasium mit der Straßenanschrift Karolinenstraße 103 liegt auf 177 m an der nordöstlichen Ecke des Afrikaviertels im Westen der Kernstadt von Neustadt nahe dem Waldrand. Im Süden zieht sich der Hang des Nollenkopfs (490 m) nach oben. Das Gymnasium ist etwa 1,5 km von der Innenstadt und dem Hauptbahnhof entfernt.

## Gebäude
Das Gymnasium hat einen nahezu quadratischen Grundriss. Es besteht aus einem vierstöckigen Gebäude, das einen Innenhof umschließt. Charakteristisch ist der unter Denkmalschutz stehende Altbau der Schule mit der Adresse Karolinenstraße 103. Er ist ein neubarocker schlossartiger Dreiflügelbau mit einem hohen Glockenturm, an den sich der Neubau lückenlos anschließt.
Nach etwa zweijähriger Renovierung fand am 28. Oktober 2024 die Eröffnung der neuen Schultoiletten statt. Der Kostenpunkt des Projekts belief sich auf insgesamt 1,14 Millionen Euro.

## Geschichte
1892 wurde die Vorgängerin des heutigen Leibniz-Gymnasiums, die  Real- bzw. Oberschule für Jungen, eingeweiht. In der zweiten Hälfte des 20. Jahrhunderts wurde die vorübergehend Oberrealschule genannte Lehranstalt zum Gymnasium ausgebaut, das später auch Mädchen offenstand.

## Schwerpunkte
Besondere Schwerpunkte sind ein zweisprachiger deutsch-französischer Zug sowie ein Konzept zum integrierten fachlichen, methodischen und sozialen Lernen. Ein weiterer Schwerpunkt ist der Umgang mit Forschung und Technik, der sich in der Einrichtung einer Forscherklasse für die Orientierungsschülerinnen und -schüler widerspiegelt. Auf diesem Bereich ist "das Leibniz" bestens ausgestattet. 
Deutsch-französischer Zug
Bei Wahl des französisch-bilingualen Zuges wird der Abschluss des Gymnasiums auch in Frankreich anerkannt. Das Programm wird von der französischen Regierung unterstützt.
Erweitertes Lernen
Ein von der Schule selbst erarbeitetes Konzept integriert fachliches, methodisches und soziales Lernen. Teil dieses Konzeptes sind verschiedene Veranstaltungen zur Methodenarbeit und eine Schwerpunktsetzung auf Referate. Maßnahmen der Schulentwicklung sollen das Programm weiter verbessern.
Oberstufengestaltung
In der Oberstufe besteht ein breites Kursangebot auch im künstlerischen und sportlichen Bereich. Ein Wechsel von der Realschule plus an das Leibniz-Gymnasium ist beim Erlernen der Fremdsprache Latein in der Oberstufe möglich.

## Bekannte Lehrer
- Erwin Damian (1912–2004), Lehrer für Germanistik, Geschichte und Geographie, ab 1971 Studiendirektor; Schriftsteller
- Heiner Deege[8] (1920–2007), von 1960 bis 1985 Lehrer für Kunsterziehung; Maler und Zeichner[9]
- Lutz Frisch (* 1944), von 1982 bis 1995 Schulleiter
- Albrecht Kronenberger (* 1940), von 1969 bis 2002 Lehrer für Katholische Religion
- Marc Weigel (* 1978), von 2008 bis 2017 Lehrer für Deutsch, Politik und Ethik; Politiker, ab 2018 Oberbürgermeister von Neustadt

## Bekannte Schüler
- Hans Jörg Böhm, Unternehmer
- Thomas Eckert, Professor für allgemeine Pädagogik, Erziehung- und Sozialisationsforschung; Abitur 1978[10]
- Matthias Frey, Politiker; Abitur 1983
- Hartmut Höppner, politischer Beamter; Schulbesuch von 1977 bis 1983 (mittlere Reife)
- Rudolf Kühner, Regierungspräsident des Regierungsbezirks Karlsruhe; Abitur 1972
- Martin Möller, Professor für Mathematik; Abitur 1994
- Andrea Mohr, Schriftstellerin; Abitur 1982
- Renate Ohr, Professorin für Volkswirtschaftslehre an der Georg-August-Universität Göttingen; Abitur 1971
- Thomas Roth-Berghofer, Informatiker, Professor für Künstliche Intelligenz, Schriftsteller; Abitur 1986
- Hans Schmidt, Historiker, Professor für Neuere Geschichte an der Ludwig-Maximilians-Universität München
- Marc Weigel, Politiker; Abitur 1998
- Stephan Urban, Biochemiker, Virologe und Hochschullehrer[11]